# نظرية الانبعاث (النسبية)
كانت نظرية الانبعاث (بالإنجليزية: Emission theory)‏ نظريةً منافسةً لنظرية النسبية الخاصة لشرح نتائج تجربة ميكلسون ومورلي. تتبع نظريات الانبعاث مبدأ النسبية في عدم وجود إطار مفضل لانتقال الضوء، ولكن هذه النظريات تقول بأن الضوء ينبعث بسرعة هي سرعة الضوء بالنسبة لمصدره بدلاً من تطبيق مُسَلَّمَة عدم التنوع، وهذا ما يجعل نظرية الانبعاث تجمع الكهرومغناطيسية التقليدية والميكانيكا بنظرية نيوتنية بسيطة.